# دوراتزانو
دوراتزانو (به ایتالیایی: Durazzano) یک کومونه در ایتالیا است که در استان بنونتو واقع شده‌است.

## خصوصیات
دوراتزانو ۱۳٫۲ کیلومترمربع مساحت و ۲٬۱۳۰ نفر جمعیت دارد.